# Villa Beatriz
Villa Beatriz, é uma villa localizada na freguesia de Santo Emilião, município de Póvoa de Lanhoso, distrito de Braga, em Portugal.
Foi classificada como Monumento de Interesse Público em 24 de dezembro de 2012.

## História
Foi construída em finais do século XIX, e concluída em 1906, por Francisco Oliveira de Antunes Guimarães, oriundo de uma das famílias mais abastadas da vila, mantendo-se ainda na posse dos seus descendentes. A casa foi mandada construir para D. Beatriz, noiva do proprietário, que nunca a chegou a habitar por ter morrido muito nova no Brasil, onde Francisco Antunes Guimarães viveu vários anos.
O imóvel representa uma típica "casa de brasileiro".